# Textfilter
Textfilter kan inom programmeringstekniken vara en beteckning på en modul som automatiskt översätter vissa kombinationer av tecken till andra kombinationer av tecken (skrivbara eller ej).